# Ptolemy Reid
Ptolemy Alexander Reid (* 8. Mai 1918 (nach anderen Angaben: 8. Mai 1912) in Dartmouth, Essequibo Coast, Britisch-Guayana; † 2. September 2003 in Atlantic Gardens, Georgetown, Guyana) war ein guyanischer Tierarzt und Politiker, der unter anderem zwischen 1980 und 1984 Premierminister von Guyana war.

## Leben

### Lehrer und Tierarzt
Ptolemy Alexander Reid, Sohn von Herman Reid und dessen Ehefrau Marion Reid, besuchte die Grundschule in seinem Geburtsort Dartmouth und absolvierte ein Studium am Teacher’s Training College (TTC), dem heutigen Cyril Potter College of Education (CPCE). Nach Abschluss des dortigen Studiums 1941 nahm er eine Tätigkeit als Lehrer an der Grundschule in Dartmouth auf, ehe er 1949 ein Studium der Tiermedizin an der Tiermedizinischen Fakultät (School of Veterinary Medicine) des Tuskegee Institute, der heutigen Tuskegee University, begann. Nach Abschluss seines Studiums 1955 kehrte er zunächst nach Britisch-Guayana zurück. Da er dort jedoch keine Anstellung fand, wanderte er nach Kanada aus und eröffnete eine Praxis als Tierarzt in der Provinz Saskatchewan. Während dieser Zeit wurde er Mitglied der Canadian Veterinary Medical Association und begann bald darauf ein postgraduales Studium der Tiermedizin an der University of London. Dort erwarb er einen Doktor der Tiermedizin DVM (Doctor of Veterinary Medicine) und wurde zudem Mitglied des Royal College of Veterinary Surgeons (RCVS), der 1844 durch Royal Charter gegründeten Aufsichtsbehörde für Tierärzte im Vereinigten Königreich. Er wurde ferner Mitglied der British Veterinary Association (BVA) sowie der Tierschutzorganisation Royal Society for the Prevention of Cruelty to Animals (RSPCA). 1958 kehrte er erneut nach Britisch-Guayana zurück und wurde Leitender Tierarzt beim Zuckerunternehmen Bookers Sugar Estate, dessen Vorstandsmitglied er später wurde.

### Minister, stellvertretender Premierminister und das Jonestown-Massaker 1978

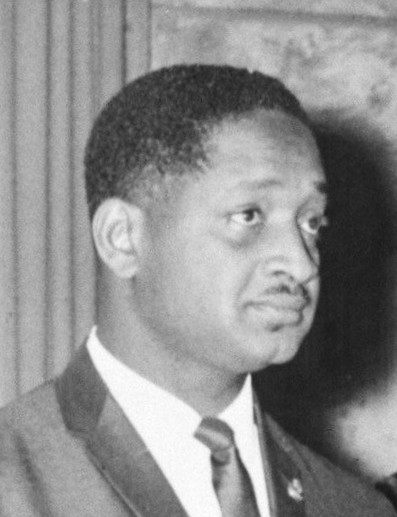
Premierminister von Guyana Forbes Burnham, in dessen Kabinett Reid 1964 sein erstes Ministeramt und dessen Nachfolge als Premierminister er 1980 übernahm.

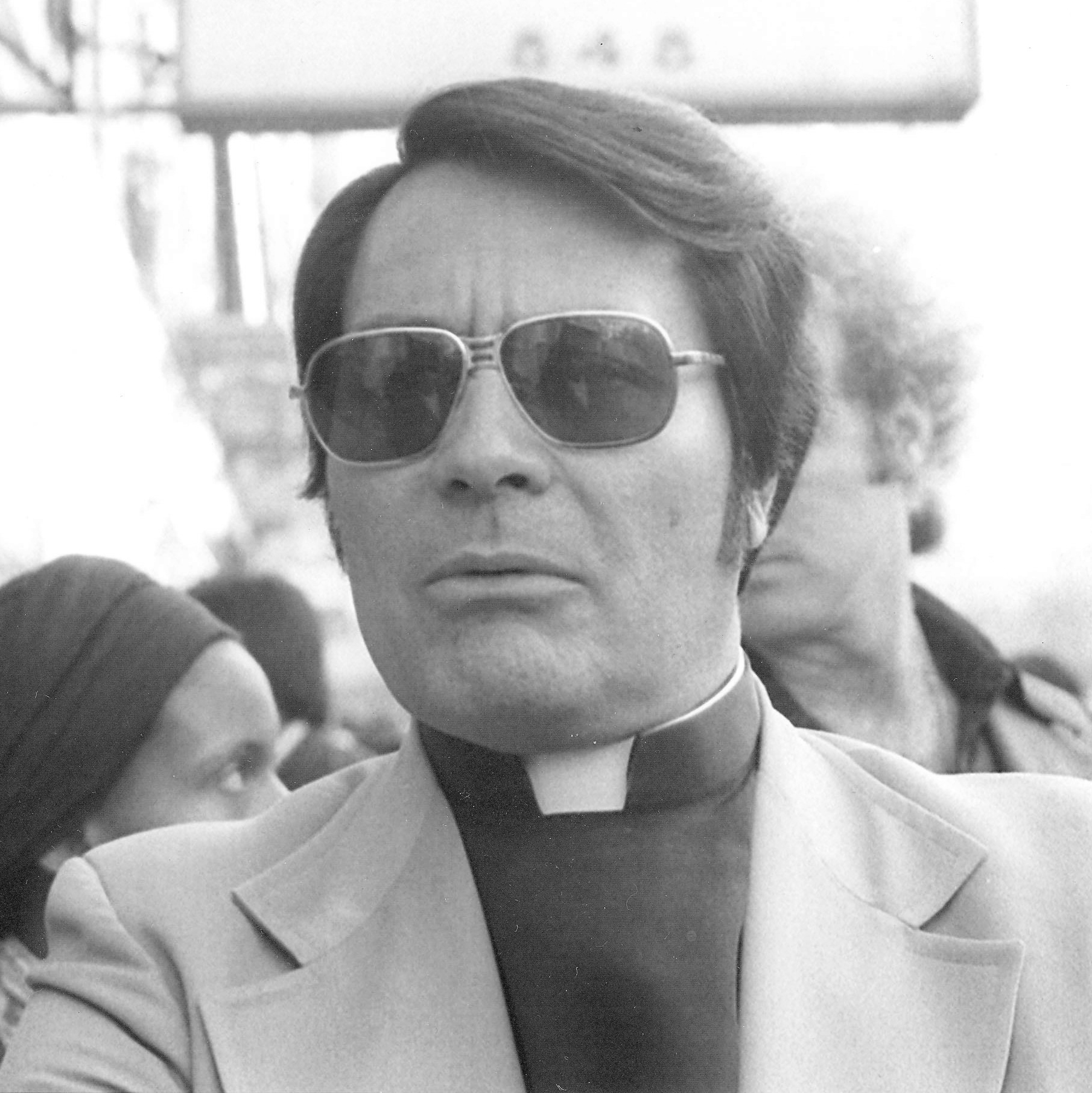
Jim Jones, Sektenführer und der Gründer des Peoples Temple.

1960 trat Reid als Mitglied in den People’s National Congress (PNC) ein und kandidierte bei den Wahlen 1961 für den PNC im Wahlkreis Pomeroon erfolglos für ein Mandat im Parlament von Britisch-Guayana. Als es 1962 zu Demonstrationen und gewalttätigen Übergriffe auf Abgeordnete der sozialistisch orientierten People’s Progressive Party (PPP) kam, war Reid, damals noch Direktor von Bookers Sugar Estate, einer der Anführer und griff persönlich mit einem Zaunpfosten das Auto des damaligen Premier und PPP-Vorsitzenden Cheddi Jagan an. Am 27. September 1963 kam es zu einer Explosion an seinem Haus, wobei ein politischer Hintergrund wegen seines Engagements im PNC ausgeschlossen wurde.
Er war nach dem Amtsantritt von Forbes Burnham, der am 14. Dezember 1964 zunächst Premier sowie am 26. Mai 1966 schließlich Premierminister von Guyana wurde, von 1964 bis 1966 Vize-Premier sowie zwischen 1966 und 1980 stellvertretender Premierminister (Deputy Prime Minister). Zugleich war er zwischen 1964 und 1969 Innenminister (Minister of Home Affairs) und von 1966 bis 1967 erst Handelsminister (Minister of Trade) sowie zwischen 1967 und 1970 als Nachfolger des Vorsitzenden von The United Force Peter D’Aguiar auch Finanzminister (Minister of Finance). Bei den Wahlen vom 16. Dezember 1968 erreichte der PNC mit 174.339 Stimmen (55,81 Prozent) eine absolute Mehrheit mit 30 der 53 Sitze in der Nationalversammlung, in die Reid ebenfalls als Mitglied gewählt wurde. Am 19. Juni 1970 genehmigte die Nationalversammlung seinen Antrag als Finanzminister, der die Regierung ermächtigte, 1,3 Millionen Dollar von der kanadischen Regierung zu leihen, um ein Flugzeug zu erwerben und die Flottenstärke von Guyana Airways auszubauen.
Im Anschluss fungierte er zwischen 1970 und 1974 als Landwirtschaftsminister (Minister of Agriculture) sowie zusätzlich von 1972 bis 1974 auch noch als Minister für nationale Entwicklung (Minister of National Development). Als stellvertretender Premierminister war er zeitweise auch Generalsekretär des People’s National Congress und führte als solcher im April 1971 im Zuge des Grenzkonflikts mit Venezuela Gespräche über Wirtschaftsplanung, Wirtschaftsentwicklung sowie die Zusammenarbeit bei der landwirtschaftlichen Entwicklung. Ferner führte er unter anderem im Juli 1978 Gespräche mit Geng Biao, Mitglied im Politbüro der Kommunistischen Partei Chinas sowie stellvertretender Vorsitzender des Staatsrates der Volksrepublik China.
In dieser Zeit besuchte er ferner die USA und gab am 20. November 1978 in der Nationalversammlung eine Erklärung zum Jonestown-Massaker ab, die teilweise erzwungene Selbsttötung beziehungsweise Ermordung der Mitglieder des Peoples Temple am 18. November 1978 in der von Jim Jones gegründeten Siedlung Jonestown im Nordwesten Guyanas, bei dem 909 Menschen ums Leben kamen. Dabei wurde offenbar, dass neben Reid als stellvertretender Premierminister, Landwirtschaftsminister und Minister für nationale Entwicklung auch Außenminister Fred Wills und Innenminister Vibert Mingo zu den besten Freunden des Peoples Temple von Jones innerhalb der Regierung gehörten, und Reid enge Beziehungen zu Jones und auch dessen Ehefrau Marceline Jones hatte. Es wurde dabei versichert, dass die Streitkräfte Guyanas (Guyana Defence Forces) keine Invasion in Jonestown durchführen und Jim Jones nicht festnehmen würden. Ferner erklärte das frühere Peoples Temple-Mitglied Deborah Layton Blaykey, dass sie Reid bereits im September 1977 bei dessen Besuch in den USA vor einem drohenden Massaker in Jonestown gewarnt hätte, was Reid jedoch abstritt.

### Premierminister 1980 bis 1984
Nachdem Forbes Burnham am 6. Oktober 1980 als Nachfolger von Arthur Chung neuer Präsident von Guyana wurde, trat Ptolemy Reid Burnhams Nachfolge als Premierminister von Guyana und bekleidete dieses Amt bis zu seinem Rücktritt aus gesundheitlichen Gründen am 16. August 1984, woraufhin Hugh Desmond Hoyte ihn ablöste. Seinem Kabinett gehörten neben ihm vier Vizepräsidenten (Shiw Sahai Naraine, Hugh Desmond Hoyte, Hamilton Green und Bishwaishwar Ramsaroop), zehn Senior Minister, 13 Minister, drei Staatsminister sowie drei Parlamentarische Staatssekretäre an. Bei den darauf folgenden Wahlen vom 15. Dezember 1980 errang der PNC 312.988	Stimmen (77,66 Prozent) und stellte damit 41 der 53 Sitze in der Nationalversammlung.
Reid, der auch Mitglied der Tuskegee Alumni Association war, verbrachte seinen Ruhestand in der Landwirtschaft am Ostufer von Demerara. Er war zweimal verheiratet. Seine erste Ehe wurde 1955 mit Ruth Chalmers geschlossen, die im September 1997 verstarb. Im Anschluss heiratete er Marjorie Griffith, die am 25. Mai 2003 kurz vor ihm starb. Für seine Verdienste erhielt er mehrere Auszeichnungen, darunter den Order of Excellence und den Distinguished Alumni Award der Tuskegee University.

## Veröffentlichungen
- Budget speech, 1969, Georgetown 1969
- Emerging inter-dependence, Georgetown 1981

## Hintergrundliteratur
- Stella Bagot: A Troublesome Man. About the Life of Dr. Ptolemy Reid Prime Minister of Guyana 1980–1984, 2021, ISBN 979-8-98501-5-607
- Ivan A. Ross: The Cultural and Political History of Guyana. President John F. Kennedy’s Interference in the Country’s Democracy, 2021, ISBN 978-1-6657-0938-5 (Onlineversion)